# Nonostante tutto (Cesare Cremonini ed Elisa)
Nonostante tutto è un singolo dei cantautori italiani Cesare Cremonini ed Elisa, pubblicato l'11 aprile 2025 come terzo estratto dalla riedizione dell'ottavo album in studio di Cremonini Alaska Baby.

## Antefatti
Nel 2022 Cesare Cremonini ed Elisa hanno pubblicato la loro prima collaborazione con il doppio singolo dell'esibizione dal vivo dei brani Io e Anna e Anche fragile, inserito nell'album dal vivo del Cremonini Live: Stadi 2022 + Imola. Successivamente al viaggio di Cremonini negli Stati Uniti d'America del 2023, i due artisti si sono riuniti presso lo studio di registrazione del cantautore, il Logico Studio di Bologna, in cui Cremonini ed Elisa hanno scritto le tracce Un'alba rosa e Aurore boreali. Nel febbraio 2025 i due artisti hanno dichiarato di essere in studio di registrazione e di aver scritto e composto nuovi brani assieme.

## Descrizione e composizione
Il brano, scritto e composto dai due artisti con la collaborazione nella produzione di Alessio Natalizia, è la seconda collaborazione tra i due artisti dopo la traccia Aurore boreali, anch'essa facente parte dell'album. Il singolo stato descritto da Cremonini in un comunicato attraverso i propri profili social media, raccontando inoltre il processo creativo della sua composizione e la scelta di registrare un secondo brano con l'artista dopo la traccia Aurore boreali:
La cantautrice ha rilasciato un commento riguardo alla collaborazione artistica con Cremonini:
Mi piace molto come pensa, come crea, lo stimo molto quindi quest'esperienza è stata per me come un'iniezione di fiducia, e insieme uno scambio filosofico, e un viaggio musicale senza confini»

## Accoglienza
Il brano è stato accolto positivamente dalla critica musicale italiana, che ne ha apprezzato la produzione e la scrittura, oltre che l'accostamento delle due vocalità degli artisti, associandola alla precedente collaborazione Aurore boreali pubblicata nell'album.
Alessandro Alicandri di TV Sorrisi e Canzoni analizza che se in Aurore boreali si era già riscontrata «la forza delle loro voci e di un'unione tra due mondi musicali che danno priorità all'immaginario e all'intensità delle emozioni» nella nuova collaborazione essa «si rinnova in un brano potentissimo» con sonorità electropop e funk. Alicandri si sofferma sulla lunghezza del brano, associandolo a Ora che non ho più te, poiché «nell'ultimo minuto, tutto sonoro, si presenta uno scatenato finale da ballare e 27 secondi dedicati alla chiusura del brano, come se fosse un concerto, come se nella vita e nella musica fosse davvero tutto possibile».
Anche Gianni Sibilla di Rockol compara le due collaborazioni presenti nel progetto, scrivendo che se in Aurore boreali si riscontra «una canzone eterea, elettronica, complessa e fuori dagli schemi» in mentre Nonostante tutto «esplorano proprio il pop, dichiarando il loro amore per il genere», definendola una «meta-canzone». Il critico scrive che il brano «parte come una classica canzone di Cremonini, voce e tastiere, poi si apre in una cassa dritta con la voce di Elisa che ripete il ritornello in loop [con] un giro di piano da house anni ’90» aggiungendo «elementi elettronici, altri synth, drop e le due voci che si intrecciano».
Alvise Salerno di All Music Italia scrive che il brano «scava nella parte più elettronica di Cremonini, quella che ci riporta ai tempi di Logico, in cui Elisa si inserisce in modo perfetto trovandolo nel complesso dal «sound internazionale», in cui «non ci sono armonizzazioni tra i due, solo un incontro nel ritornello con il primo che canta un'ottava sotto rispetto la seconda» dando un risultato «magnificamente organico». Andrea Silenzi, recensendo il brano per La Repubblica, scrive che le sonorità vedono il «pop che si sposa con un’elettronica anni 80'» il quale «rimanda a un mondo differente rispetto allo stile cantautorale dei due artisti».

## Video musicale
Il video musicale del brano è stato pubblicato in concomitanza alla pubblicazione del brano sul canale YouTube di Cremonini. Il video è stato diretto da Enea Colombi e coreografato da Macia Del Prete, con la direzione della fotografia di Alessandro Ubaldi.
Patrizia Chimera de La Gazzetta dello Sport si sofferma sulle coreografie eseguite nel video, definendo il corpo di ballo «caleidoscopico» in grado di «restituire un’immagine installativa e a tratti pittorica della canzone» in grado di dare «vita all'energia sensuale e alla forza comunicativa del brano».

## Tracce
Testi e musiche di Cesare Cremonini ed Elisa Toffoli
Download digitale, streaming
1. Nonostante tutto – 4:27

Download digitale, streaming – Joseph Capriati Remix
1. Nonostante tutto (Joseph Capriati Remix) – 8:26
2. Nonostante tutto (Joseph Capriati Remix Radio Edit) – 4:22

Download digitale, streaming – Indira Paganotto Remix
1. Nonostante tutto (Indira Paganotto Remix) – 3:37

Download digitale, streaming – Seth Troxler vs Dukwa Remix
1. Nonostante tutto (Seth Troxler vs Dukwa Remix) – 5:05

## Classifiche
| Classifica (2025) | Posizione massima |
| ----------------- | ----------------- |
| Italia            | 17                |